# Имуносупресия
Имуносупресията е потискането на имунната система от вътрешните регулаторни системи на организма или под въздействието на външни агенти като медикаменти или радиация. Пациент, който е подложен на имуносупресия или има слаба имунна система по други причини (например претърпял е химиотерапия или е ХИВ-позитивен), се нарича имунокомпрометиран.
Някои части от имунната система сами по себе си имат потискащ ефект върху други нейни части, така че имуносупресията може да се получи като обратна реакция на лечението на други заболявания.
Преднамерено предизвиканата имуносупресия обикновено е необходима, за да се предотврати:
- отхвърляне на трансплантанта вследствие присаждане,
- реакцията на присадката срещу хазяина (graft-versus-host disease, GVHD) при трансплантиране на имуногенни органи и тъкани, като костен мозък и тънко черво,
- както и при лечението на автоимунни заболявания като ревматоидния артрит или болестта на Крон.

Когато се извършва органна трансплантация, имунната система на реципиента най-често възприема като чужда присадката и я атакува. Ако не се проведе терапия, разрушаването на транспланта води до смъртта на пациента. Типично се провежда с лекарствени средства, но може да включва спленектомия, плазмафереза или радиация. В миналото имунната система е била отслабвана с облъчване, днес се използват медикаменти, наречени имуносупресанти.
Отрицателната страна на имуносупресията е, че при потисната имунна система тялото става много уязвимо на инфекции, дори такива, които обикновено се считат за безобидни. Освен това, продължителната употреба на този тип медикаменти увеличава риска от рак.
Първият установен имуносупресант бил кортизонът, но поради множеството му странични ефекти употребата му била ограничена. През 1959 г. е идентифициран по-специфичният азатиоприн (разработен за първи път от нобеловата лауреатка Гъртруд Елион), но едва с откриването на циклоспорина през 1970 година става възможно значително по-широкото приложение на бъбречна трансплантация при двойки от донори и реципиенти с по-ниска степен на генетична съвместимост, както и по-широкото приложение на трансплантациите на черен дроб, бял дроб, панкреас и сърце.
За разработките си в областта на имуносупресията в периода 1972-1985 г. доктор Джоузеф Мъри, преподавател в Медицинското училище в Харвард и главен пластичен хирург на детската болница в Бостън е удостоен с Нобелова награда за физиология или медицина през 1990 година.
|  | Тази страница частично или изцяло представлява превод на страницата Immunosuppression в Уикипедия на английски. Оригиналният текст, както и този превод, са защитени от Лиценза „Криейтив Комънс – Признание – Споделяне на споделеното“, а за съдържание, създадено преди юни 2009 година – от Лиценза за свободна документация на ГНУ. Прегледайте историята на редакциите на оригиналната страница, както и на преводната страница, за да видите списъка на съавторите. ВАЖНО: Този шаблон се отнася единствено до авторските права върху съдържанието на статията. Добавянето му не отменя изискването да се посочват конкретни източници на твърденията, които да бъдат благонадеждни. |